# 傻屄
傻屄（常写作“傻逼”），是官話俚语、脏话，常被媒体稱作「京罵」。但实际上，“傻屄”、“傻逼”这些词汇，在各地方言都有类似表达。所以对这一粗话的来源，以及归于“京骂”还尚有争论。

## 相关写法
“傻逼”一词無明確来源，但据说最初是北京市井對女性的詈語，潜台词是「见鸡巴不躲而被強姦的無知女子」，后来也指「从很傻的屄中出生的男性」。類似的詞語有南京话的呆屄、东北话的二屄、粵語的傻閪（粵拼：so4 hai1）、四川话的傻屄（普通話諧音哈批）。
許多人不知曉“屄”這個漢字，或者有意避开此字，所以根據發音改寫爲“逼”。另外由於一些輸入法的原因，为圖快捷，常常直接输入“煞笔”，但“煞笔”是另一个词汇，原意并不是“傻逼”。现在，网民經常以SB兩個英文字母或傻B來表示这个词语，尤其在网络使用频率较多，已成为中国大陆网络语言。也偶有网民用“锑”（化学符号Sb）表示该词语，例如“锑度”（就百度争议行为对百度的贬称）。还有部分人会用四川话發音的普通話諧音哈批代替。傻×、傻叉、傻波一、傻哔、傻擦、啥B、纱布、鲨壁、傘兵、烧饼、沙币等说法也偶有使用。
詞語的第二个字代表女性生殖器官，但双方在互骂时通常都不会产生相关联想。使用这个词并不表示对方有智力缺陷，而是用于对某人道德或其他方面行为的不满，憎恨、厌恶或藐视意味。但是也有关系亲密的朋友之间使用该词语开玩笑，尤其在男生之间，这时也有可能將第二個字改為男性生殖器例如傻屌等。而此词也被改写成沙雕。

## 示例

### 中國大陆赛场上的“京骂”

#### 足球职业联赛和中超联赛
1994年中国足球职业化后，集体性的京骂逐渐出现在北京的足球赛场上，做客北京的球队有时会在庆祝进球时作出停止京骂的动作以谴责这种行为。虽然北京为了制止京骂作出很多努力，但仍不见好转。2009年6月13日的中超联赛北京国安主场对阵天津泰达的比赛中，赛场曾采取播放噪音的方式来平息几万人集体京骂的场面，依然没有太好效果，甚至引发场内外暴力冲突。

#### 五棵松上演一万八千人京骂
2012年3月21日晚，CBA2011-2012赛季总决赛第一场，北京金隅队坐镇主场迎战卫冕冠军广东队。在比赛过程中，看台上有可乐扔向广东队员，以及广东主教练李春江在暂停时大喊“上腿”等粗话，并多次出现全场一万八千名球迷高喊“傻屄”的景象。事后，中国篮协对北京赛区进行了处罚，使得篮球场上的京骂得到一定程度的遏制。但是中国足协明确表示，不会因京骂而处罚赛区。

#### 其他地方
在全中国大陆各地的足球赛场都出现过集体“京骂”的现象。

### 国际赛场上的“京骂”
在多哈亚运会羽毛球男团半决赛中，因对裁判判罚不满，几名球迷带头鼓动中国观众高喊“裁判傻屄”。

### 英国脱欧
在2020年1月31日CGTN直播英国脱欧现场时，一名白人男子突然用汉语向CGTN正在直播的记者重覆喊了幾遍“他们都是傻屄”；事后被中国大陆网民转载，成为茶余饭后的谈资。

## 媒体态度
媒体对“京骂”现象进行了调查，结果显示有64.63%网友认为“京骂”会对北京奥运会形象造成负面影响。还有一调查显示，有大约70%的网友承认自己曾经有过骂人的行为。媒体对“京骂”中所使用的傻屄一词在报道时一般均写为“傻×”。